# Jeanette Kessler
Jeanette Anne Kessler-Riddell, britanska alpska smučarka, * 4. oktober 1908, Aberdeenshire, † 1972, London.
Nastopila je na Olimpijskih igrah 1936 in dosegla osmo mesto v  kombinaciji. V petih nastopih na svetovnih prvenstvih je osvojila bronasti medalji v slalomu leta 1931 in kombinaciji leta 1933, ob tem se je še desetkrat uvrstila v deseterico. 